# Machault (Ardenne)
Machault è un comune francese di 518 abitanti situato nel dipartimento delle Ardenne nella regione del Grand Est.

## Società

### Evoluzione demografica
Abitanti censiti